# Sept seconds sommets

Carte montrant huit sommets continentaux majeurs et mettant en lumière les différentes interprétations des limites continentales.

Les sept seconds sommets (de l'anglais Seven Second Summits) sont les sept deuxièmes montagnes les plus élevées de chacun des sept continents sur Terre.
L'idée d'en réaliser les sept ascensions apparaît au milieu des années 1990, alors que le même défi pour les sept sommets, les plus hauts de chaque continent, commence lui-même à se populariser, ces seconds sommets étant réputés être en général plus difficiles que les premiers. 
Leur liste précise a été sujette à controverse, essentiellement pour l'Océanie. Outre le problème de la délimitation de l'Océanie et de l'Europe, qui se posait déjà pour les points culminants des sept continents, il apparaît celui de la distinction subjective entre « véritable sommet » et sommet secondaire, et celui du fait que l'altitude de certains sommets n'est pas connue avec certitude ou précision. Ces sept seconds sommets sont : le mont Kenya pour l'Afrique, le mont Tyree pour l'Antarctique, le K2 pour l'Asie, le Dykh-Tau pour l'Europe, le mont Logan pour l'Amérique du Nord et l'Ojos del Salado pour l'Amérique du Sud. Pour l'Océanie, c'est finalement le Sumantri qui a été désigné. C'est à partir de la fin des années 2000 que des alpinistes se sont lancés effectivement dans le défi, et le premier à revendiquer le succès est l'italien Hans Kammerlander en janvier 2012, mais sa réussite a été contestée. En janvier 2013, l'Autrichien Christian Stangl est le premier à réaliser la liste de façon incontestée. Il avait auparavant réalisé les sept plus hauts sommets et, en août 2013, a terminé de gravir sept troisièmes sommets.

## Origine de l'idée
Le défi des « sept sommets » est réalisé en 1985 par Richard Bass pour la liste de Bass (avec le mont Kosciuszko comme point culminant de l'Australie) et, en 1986, par Patrick Morrow puis Reinhold Messner pour la liste de Messner (avec la pyramide Carstensz comme point culminant de l'Océanie). Le défi devient populaire à la fin des années 1980, et douze personnes le réalisent entre 1990 et 1993
L'idée du défi des sept seconds sommets est émise pour la première fois par l'alpiniste et écrivain australien Greg Child en 1994 dans un article du magazine Climbing (en). Il s'agit d'un texte satirique sur le fait qu'en alpinisme « Il y a toujours eu un DGD [Dernier Grand Défi] et il y en aura toujours un », qu'il conclut par sa proposition : « Maintenant... Scoop... Je vous annonce le dernier DGD ! C'est le challenge des sept seconds grands sommets de la planète : ayant déjà réussi le deuxième plus haut sommet d'Asie à 8 611 mètres, le K2, je suis bien parti ! Les autres montagnes de cette collection sont : le mont Logan qui avec ses 6 053 mètres, à la frontière du Canada et des États-Unis, est le second sommet d'Amérique ; l'Ojos del Salado (6 871 m) au Chili, numéro deux en Amérique latine ; le mont Kenya (5 202 m) pour l'Afrique ; le mont Tyree (4 996 m) en Antarctique et le Dykh-Tau (5 204 m) dans l'ex-république de Géorgie ravagée par la guerre, second sommet d'Europe. Pour l'Océanie, ce morcellement de territoires aux antipodes, les géographes en sont encore à déterminer quel sera ce sommet : le Carstensz Timor (4 881 m) [en Indonésie], une antécime de la pyramide Carstensz qui se trouve sur la liste des plus hauts sommets de la région ? Ou devons nous décréter tout simplement que ce sommet est le mont Wilhelm (4 509 m) dans la jungle de Papouasie-Nouvelle-Guinée ? Mais si l'Australie constitue le vrai continent de l'Océanie, alors l'objectif sera le mont Townsend, une colline de 2 210 mètres infestée de wallabies, dans les Snowy Mountains ? Mais attendez, j'entends le cliquetis de mon fax. C'est sans doute mon agent ou une grosse société commerciale qui veut investir dans mon projet de conquête des seconds sommets les plus hauts ! Mesdames et messieurs, préparez les starting-blocks et arrêtez vos compteurs, la course au DGD a commencé ! ».
En 1997, l'auteur et alpiniste Jon Krakauer écrit dans son best-seller Tragédie à l'Everest : « Plusieurs critiques du concept des Sept Sommets ont fait remarquer qu'un challenge bien plus difficile que de gravir le plus haut sommet de chaque continent, serait de réussir le second plus haut sommet de chaque continent, certains se révélant être des ascensions très engagées ».

## Seconds sommets, sommets secondaireset troisièmes sommets[pertinence contestée]

### Asie
Le plus haut sommet d'Asie, l'Everest, (8 849 m), possède un sommet secondaire, le sommet Sud à 8 748 m. Il n'est pas considéré comme un sommet indépendant, ne fait pas partie de la liste des quatorze sommets de plus de 8 000 mètres d'altitude, et est gravi au passage par les alpinistes faisant la voie normale de l'Everest par l'arête Sud-Est. Le second plus haut sommet d'Asie est donc le K2, à 8 611 m d'altitude, dans le Karakoram, à la frontière sino-pakistanaise.

### Amérique du Sud
Les altitudes absolues et relatives des plus hauts sommets d'Amérique du Sud, qui ont été l'objet de controverses jusque dans les années 2000, ont été vérifiées en 2007 par des mesures GPS de précision par l'expédition franco-chilienne « À la recherche du toit de l'Amérique » (A la búsqueda del techo de América). Le second sommet le plus haut d'Amérique du Sud, après l'Aconcagua (6 963 mètres), est le Nevado Ojos del Salado, à 6 890 mètres en altitude orthométrique par rapport au géoïde EGM96. C'est également le plus haut volcan du monde, et donc premier des plus hauts sommets volcaniques des sept continents. Le sommet sud de l'Aconcagua, vers 6 830 mètres, n'étant considéré que comme un sommet secondaire, le troisième est le Monte Pissis, en Argentine, à 6 791 mètres (bien que l'équipe « À la recherche du toit de l'Amérique » précise qu'il faudrait vérifier l'altitude du quatrième, le Cerro Bonete Chico, généralement coté à 6 759 m, mais qui est sur certaines cartes à 6 872 mètres. Les données SRTM semblent cependant confirmer l'altitude de 6 759 m[pertinence contestée].

### Amérique du Nord
Le second sommet d'Amérique du Nord, après le mont McKinley (6 190 m) en Alaska, est le mont Logan (5 959 m), au Canada. Le mont McKinley et le mont Logan sont des montagnes massives, qui présentent de nombreux sommets secondaires. Un épaulement rocheux à l'ouest du sommet du McKinley, Archdeacons Tower (5 974 m) dépasse le mont Logan. Par ailleurs le sommet Nord du McKinley, à 5 934 m et une proéminence de 402 m, est parfois considéré comme un sommet à part entière, notamment dans la liste des Fourteeners des États-Unis. Si l'on omet les sommets secondaires du McKinley et du Logan, le troisième sommet d'Amérique du Nord est le pic d'Orizaba, 5 675 m point culminant du Mexique[pertinence contestée].

### Europe
En plaçant la limite continentale de l'Europe au Caucase, son point culminant est le sommet occidental de l'Elbrouz, 5 642 m. Si l'on considère comme secondaire son sommet oriental, à 5 621 m, le second sommet de l'Europe est le Dykh-Tau à 5 205 m. Le troisième est le Chkhara dont l'altitude a été mesurée en 2010 par GPS différentiel à 5 193 m et qui a la particularité d'être à la frontière entre Europe et Asie[pertinence contestée].
Si l'on ne place pas le Caucase dans l'Europe, le mont Blanc (4 806 m) dans les Alpes en est alors le point culminant. Le second sommet de l'Europe est alors le mont Blanc de Courmayeur (4 748 m) considéré comme un sommet à part entière dans la liste UIAA des 82 sommets des Alpes de plus de 4 000 mètres d'altitude. Si on le considère comme un sommet secondaire du mont Blanc, comme les rochers de la Tournette (4 677 m), le second sommet d'Europe est la pointe Dufour du mont Rose (4 634 m). Dans ce cas le troisième est soit le Nordend (4 612 m), soit, si ce dernier n'est considéré que comme un sommet secondaire du mont Rose, le Dom des Mischabel (4 545 m)[pertinence contestée].

### Afrique
Le second sommet d'Afrique est le mont Kenya, dont la pointe Batian, à 5 199 m, dépasse tous les sommets secondaires du premier, le Kilimanjaro (5 892 m). La pointe Nelion du mont Kenya, à 5 188 m, mais avec une proéminence de seulement 138 m et une distance de 800 m de la pointe Batian, est généralement considérée comme un sommet secondaire. En revanche, le Mawenzi (5 149 m), à 11 km du Kibo, et avec une proéminence de 849 m, est généralement considéré comme un sommet indépendant. S'il est aussi rejeté, le troisième sommet d'Afrique est le mont Stanley (5 109 m)[pertinence contestée].

### Antarctique
Le second sommet de l'Antarctique, après le mont Vinson (4 892 m), est le mont Tyree (4 852 m). Le massif Vinson présente plusieurs sommets secondaires de faible proéminence : Clinch Peak (4 841 m), Corbet Peak (4 822 m), Silverstein Peak (4 790 m), Schoening Peak (4 743 m), Hollister Peak (4 729 m), Principe de Asturias Peak (4 680 m), Wahlstrom Peak (4 667 m), etc. Si on les excepte, le troisième sommet d'Antarctique est le mont Shinn (4 661 m), à mi-chemin entre le Vinson et le Tyree. Tous les trois font partie du massif Sentinel des monts Ellsworth[pertinence contestée].

### Océanie
La définition de ce qu'est un continent et la délimitation de l'Océanie ont conduit à deux listes pour les sept plus hauts sommets : celle de Richard Bass avec le mont Kosciuszko (2 228 m) comme sommet le plus élevé du continent australien, et celle de Reinhold Messner, avec le Puncak Jaya (pyramide Carstensz, 4 884 m) dans la partie indonésienne de la Nouvelle-Guinée comme point culminant de l'Océanie.
La pyramide Carstensz présente plusieurs sommets secondaires. À deux kilomètres au nord-est se trouvent deux sommets d'altitudes proches le Sumantri (4 870 m) et le Ngga Pulu (4 862 m), le Sumantri, rocheux, étant récemment devenu le plus élevé des deux à la suite de la fonte de la calotte sommitale du Ngga Pulu. À l'est du Puncak Jaya, on trouve le Carstensz Oriental (ou Carstensz Timor, 4 800 m). Si on les rejette en tant que sommets secondaires, le second sommet le plus élevé d'Océanie est le Puncak Trikora, avec ses 4 730 m, et le troisième le Puncak Mandala, habituellement cotée à 4 640 m. Cependant cette dernière altitude a récemment été remise en cause sur la base des données de la Shuttle Radar Topography Mission : avec 4 760 m, le Puncak Mandala pourrait être le second sommet d'Océanie. Ceci semble confirmé par les relevés GPS faits par Christian Stangl lors de ses ascensions de ces deux sommets.
Si l'on se restreint au continent australien, après le mont Kosciuszko, c'est le mont Townsend qui en est le second sommet, à 2 209 m, suivi par le mont Twynam à 2 196 m[pertinence contestée], tous les trois étant proches d'altitude et de localisation, dans les Snowy Mountains.

## Les différentes listes
Plusieurs listes des sept seconds seconds sommets ont été proposées. Elles s'accordent pour six des sept : le mont Kenya pour l'Afrique, le mont Tyree pour l'Antarctique, le K2 pour l'Asie, le Dykh-Tau pour l'Europe, le mont Logan pour l'Amérique du Nord et l'Ojos del Salado pour l'Amérique du Sud. Pour l'Océanie, les avis divergent : pour Greg Child, c'était le Carstensz Oriental. Pour Hans Kammerlander, le Puncak Trikora, pour Christian Stangl, le Ngga Pulu, pour le site peakbagger.com, le Sumantri, pour Eberhard Jurgalski du site 8000ers.com, le Puncak Mandala.

## Difficulté par rapport aux sept sommets
Les ascensions du mont Kenya, du Dykh-Tau et du mont Tyree sont des ascensions relativement plus techniques que celles respectivement du Kilimandjaro, de l'Elbrouz et du mont Vinson, qui ne relèvent que de la marche en altitude. Le mont Tyree en particulier n'a été gravi qu'à cinq reprises, et par dix personnes au total, toutes alpinistes de haut niveau, entre la première ascension en 1967 et 2012. 
En Asie, le K2 est reconnu comme bien plus difficile et dangereux que l'Everest (Reinhold Messner précisant même que « l'ascension de l'Everest est une promenade comparée au K2 »).
En Amérique du Nord, le mont Logan et le mont McKinley sont de difficultés similaires, de même que l'Ojos del Salado et l'Aconcagua en Amérique du Sud. En Australie, le mont Townsend et le mont Kosciuszko sont des randonnées de difficultés similaires, et dans les Alpes le mont Blanc et la pointe Dufour sont des courses d'altitude, toutes les deux cotées PD (Peu Difficile).
En revanche, en Océanie, la fin de l'ascension du Puncak Jaya présente une escalade technique ce qui n'est pas le cas pour le Puncak Trikora, le Sumantri, le Ngga Pulu ou le Puncak Mandala (les principales difficultés venant de l'accès à ces montagnes).

## Réalisation
Ce n'est qu'à la fin des années 2000 que des alpinistes tentent effectivement l'ascension des sept seconds sommets. L'alpiniste italien Hans Kammerlander, qui a réussi treize des quatorze sommets de plus de 8 000 mètres d'altitude, avait gravi le K2 en 2001. Mais il se lance vraiment dans le défi avec l'Ojos del Salado et le mont Kenya en 2009, suivis du mont Logan et du Dykh-Tau en 2010, puis du Puncak Trikora au printemps 2011. L'Autrichien Christian Stangl, qui avait auparavant réalisé le record de vitesse des sept sommets et gravi l'Ojos del Salado en 2007, réalise le Dykh-Tau et le mont Kenya en 2009, le mont Logan et le Puncak Trikora, en 2010. En septembre de la même année il annonce avoir réussi une ascension solitaire express du K2. Des doutes sont rapidement émis, et Stangl confesse avoir menti et « seulement imaginé le sommet dans un état de stress dû à la fatigue et à la peur de l'échec ».
En janvier 2012, Kammerlander et Stangl réussissent avec Rob Miller la cinquième ascension du mont Tyree en Antarctique. Kammerlander revendique alors être le premier à avoir gravi les sept seconds sommets,.
Cependant un journaliste allemand a mis en doute l'ascension du mont Logan par Kammerlander, affirmant d'après les photos prises que ce dernier n'aurait en fait gravi que le sommet ouest, 34 m plus bas que le sommet principal, et distant de plus de 2 km. Kammerlander a annoncé son souhait de retourner survoler les lieux pour prouver son ascension, ou refaire le sommet si besoin. En 2013, le fait qu'il ait bien atteint les points culminants du Dykh-Tau et du Puncak Trikora a également été mis en question par le site 8000ers.com sur la base de photos. Par ailleurs, d'après les dernières données de la Shuttle Radar Topography Mission le second sommet de Nouvelle-Guinée ne serait pas le Puncak Trikora, avec ses 4 730 m, mais le Puncak Mandala, dont l'altitude serait révisée de 4 640 m à 4 760 m.
Par ailleurs, l'Autrichien Christian Stangl, qui s'est lancé lui dans le challenge des « 21 world summits », c'est-à-dire des premiers, seconds et troisièmes plus haut sommets de chaque continent, a gravi lui le Ngga Pulu, 4 862 m, qu'il considère comme le second d'Océanie, ainsi que le Puncak Trikora. Il lui manque le K2 pour compléter sa liste des sept seconds sommets, le Chkhara (ou le Koshtan-Tau), pour les sept troisièmes.